# 洪格尔苏木
洪格尔苏木是中华人民共和国内蒙古自治区锡林郭勒盟苏尼特左旗下辖的一个苏木。
2012年1月20日，内蒙古自治区人民政府批复同意从查干敖包镇划出部分区域，设置洪格尔苏木，辖陶木伊拉勒特、巴彦洪格尔、乌日尼勒图、舒日昌图4个嘎查，驻塔班呼都嘎。
洪格尔，在蒙古语中是“軟”或“甜心”的意思。

## 行政区划
洪格尔苏木下辖以下村级行政区划单位：
巴彦洪格尔嘎查、陶木伊拉勒特嘎查、乌日尼勒图嘎查、舒日昌图嘎查和新阿米都日勒嘎查。